# Hessenheim
Hessenheim é uma comuna francesa na região administrativa de Grande Leste, no departamento Baixo Reno. Estende-se por uma área de 5,21 km². Em 2010 a comuna tinha 630 habitantes (densidade: 120,9 hab./km²).